# Christian Cardon
Pour les articles homonymes, voir Cardon (homonymie).
Christian Cardon est un homme politique français, né à Lille (Nord) le 3 février 1944, maire de Trouville-sur-Mer (Calvados) de 1983 à 2020. 

## Biographie
Ancien élève de l'École nationale d'administration (promotion Jean Jaurès, 1969), il est magistrat à la Cour des comptes. 
Il travaille dans plusieurs cabinets ministériels, notamment celui de Pierre Méhaignerie dans le gouvernement Raymond Barre II. Il dirige ensuite la délégation interministérielle du projet Euro Disneyland (1987-93).
Remarqué par Michel d'Ornano, ministre giscardien, député et président du conseil général du Calvados, celui-ci l'incite à se présenter aux élections municipales à Trouville-sur-Mer, en 1983. Élu maire UDF, puis divers droite, il est systématiquement réélu jusqu'en 2020, date à laquelle il décide de ne pas solliciter le renouvellement de son mandat. Il aura donc été maire de Trouville-sur-Mer pendant trente-sept ans.
Il est le suppléant de Nicole Ameline (UMP), élue dans la 4e circonscription du Calvados aux élections législatives de 2007, et le remplaçant de Michel Lamarre, maire d'Honfleur, élu lors des élections départementales de 2015 dans le Calvados.

## Décoration
- Commandeur de l'ordre du Mérite agricole de droit en tant que directeur de cabinet du ministre de l'Agriculture et membre du conseil de l'ordre (1981)[5].